# The First Cut Is the Deepest (Cat Stevens)
The First Cut Is the Deepest è un brano musicale scritto da Cat Stevens e inciso inizialmente dalla cantante soul statunitense P. P. Arnold su un 45 giri pubblicato nel maggio 1967. Lo stesso Stevens incluse poi una versione del brano da lui stesso interpretata nell'album New Masters, uscito a dicembre dello stesso anno.

## Cover

### Versione di Rod Stewart
Il brano è stato eseguito come cover da diversi artisti tra cui il cantautore britannico Rod Stewart, che lo ha pubblicato nel 1977 come singolo estratto dall'album A Night on the Town.

#### Tracce
- 7" (Europa)

1. The First Cut Is the Deepest
2. I Don't Want to Talk About It

### Versione di Sheryl Crow
La cantante statunitense Sheryl Crow ha pubblicato il brano nel 2003 come singolo estratto dalla sua raccolta The Very Best of Sheryl Crow. 
Questa versione fa parte anche della colonna sonora del film Partnerperfetto.com (2005).
Il videoclip è stato girato in Utah e diretto da Wayne Isham.
La Crow ha ottenuto, con questo singolo, la candidatura al Grammy Award alla miglior interpretazione vocale femminile pop.